# Verkiezingen in Roemenië
Op nationaal niveau kiezen de Roemenen het staatshoofd - de president - en het Roemeens parlement (Parlamentul României). Het parlement bestaat uit twee kamers, de Kamer van Afgevaardigden (Camera Deputaților), bestaande uit 330 leden en de Senaat (Senatul), bestaande uit 136 leden.

## Presidentsverkiezingen
De president wordt via algemeen enkelvoudig kiesrecht gekozen voor een termijn van vijf jaar. Een voormalig president, Klaus Johannis, werd voor het eerst verkozen bij de presidentsverkiezingen van november 2014. Hierbij deden aan de eerste ronde 14 kandidaten mee, maar geen van hen haalde meer dan 50% van de stemmen, waardoor een tweede ronde noodzakelijk was. Hierin nam Johannis (30% in de eerste ronde) het op tegen de toenmalige premier Victor Ponta (43% in de eerste ronde). Ponta was voorafgaand en tijdens de verkiezingen de gedoodverfde favoriet, maar in de tweede ronde werd hij door Klaus Johannis met bijna 10 procent verschil verrassend verslagen. Johannis trad als president aan op 21 december 2014. Bij de presidentsverkiezingen van 2019 werd hij verkozen voor een tweede ambtstermijn, toen hij een voor Roemenië ongekende overwinning boekte op zijn opponent Viorica Dăncilă, met een uitslag van 66% tegen 33%. 

## Parlementsverkiezingen
De verkiezingen voor de beide kamers van het Roemeense parlement vinden gewoonlijk op dezelfde datum plaats. Zowel de Kamer van Afgevaardigden (Camera Depuțalior) als de Senaat (Senatul) worden via het kiessysteem van evenredige vertegenwoordiging gekozen. De kamers van het parlement worden via algemeen, enkelvoudig kiesrecht gekozen.
De parlementsverkiezingen op 9 december 2012 werden gewonnen door de USL van Victor Ponta. Deze coalitie was al aan de macht geraakt nadat het laatste kabinet van Mihai Răzvan Ungureanu naar huis gestuurd werd door de USL, die een meerderheid had verkregen doordat enkel parlementsleden van partij wisselden. De parlementsverkiezingen bezegelde deze meerderheid. Eerder in dat jaar had de USL al de gemeenteraadsverkiezingen gewonnen.
Bij de parlementsverkiezingen in december 2016 was de sociaaldemocratische PSD van Liviu Dagnea met 154 zetels de grote winnaar. Samen met de Alde (20 zetels) vormde ze de meerderheid in het parlement dat in totaal 329 zetels telde. De grote concurrent PNL bleef steken op 69 zetels.
In december 2020 werden in Roemenië opnieuw parlementsverkiezingen gehouden, waarbij de PSD de grootste partij bleef maar een zwaar verlies leed en naar de oppositie werd verwezen. Er werd een coalitieregering gevormd tussen PNL, USR-PLUS en UDMR.